# Crossing the floor

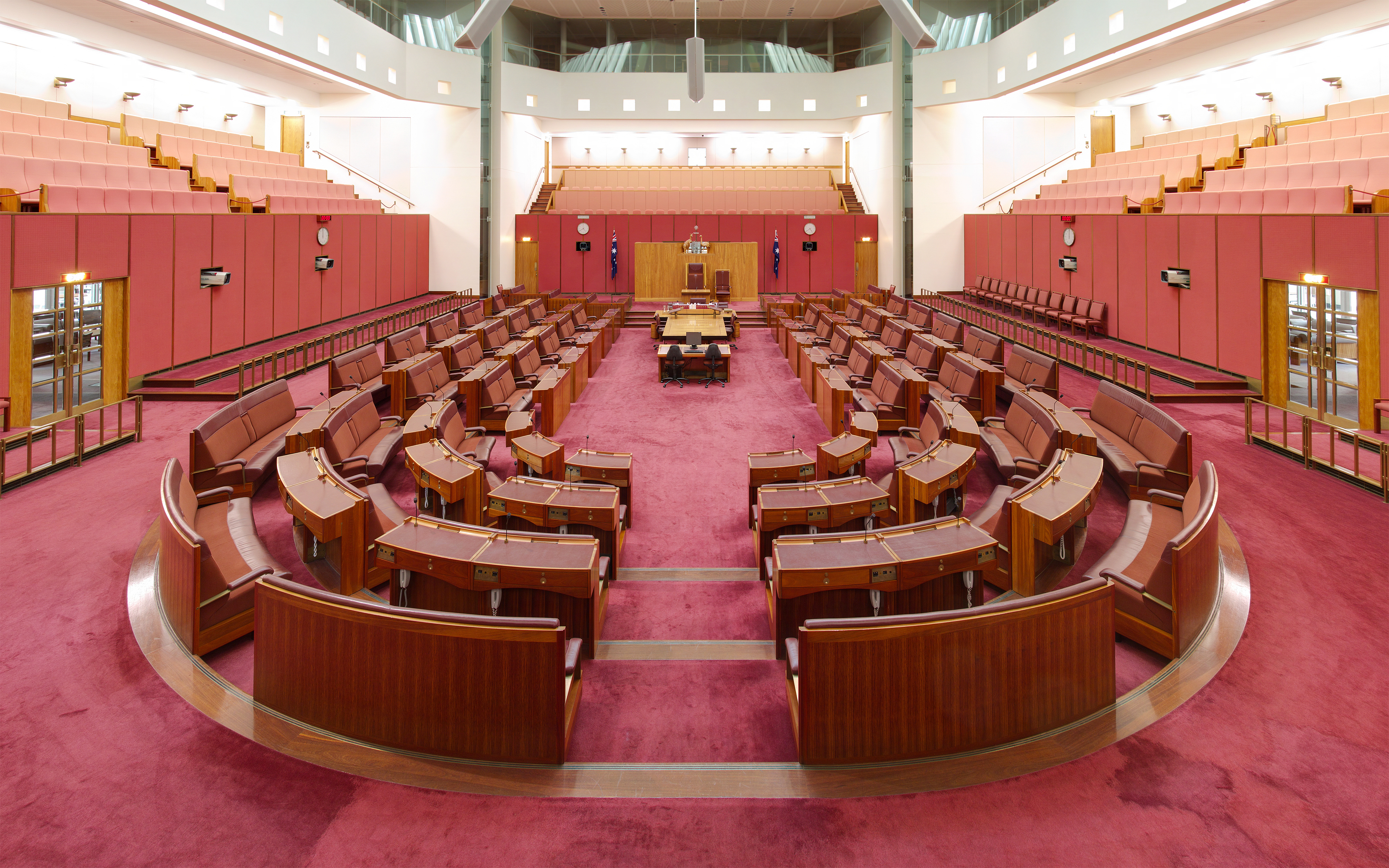
Senat Australii, podobnie jak inne parlamenty oparte na modelu westminsterskim, ma izbę podzieloną na dwie strony

Crossing the floor (dosłownie „przejście przez podłogę” lub „przekroczenie podłogi”) – termin stosowany w polityce niektórych państw funkcjonujących w oparciu o brytyjski („westminsterski”) system parlamentarny, oznaczający zmianę lojalności partyjnej. „Przejście przez podłogę” może oznaczać przeniesienie się do drugiej partii, które nastąpi po wyborze polityka do parlamentu jako członka pierwszej partii lub samo głosowanie przeciwko zatwierdzonym liniom własnej partii.
Głosowanie przeciwko liniom partyjnym może prowadzić do konsekwencji, takich jak utrata stanowiska (np. stanowiska ministra) lub wykluczenie z klubu partyjnego. Praktyki te są prawnie dozwolone w większości krajów, przekraczanie progu może prowadzić do kontrowersji i uwagi mediów. W niektórych krajach, takich jak Indie, Malediwy i Bangladesz obowiązują przepisy, które pozbawiają mandatu członka z parlamentu z tego powodu.

## Etymologia
Termin wywodzi się z organizacji brytyjskiej Izby Gmin, w której ławy partii rządzącej oraz ławy opozycji stoją naprzeciw siebie. W rezultacie poseł, który zmienia partię rządzącą na przeciwną (lub odwrotnie), zmienia także stronę, po której zasiada. Godnym uwagi przykładem jest Winston Churchill, który „przekroczył podłogę” od konserwatystów do liberałów w roku 1904, a następnie w podobny sposób powrócił w 1924.
Termin ten wszedł do powszechnego użytku w innych demokracjach parlamentarnych modelu westminsterskigo, nawet jeśli wiele z tych krajów ma półkolisty lub podkowiasty kształt sali parlamentu i nawet jeśli głosowania odbywają się tam bez opuszczania swoich miejsc przez posłów.

## Zmiana partii
W Zjednoczonym Królestwie i Kanadzie crossing the floor oznacza całkowite opuszczenie partii i przyłączenie się do innego klubu, na przykład pozostawienie partii opozycyjnej w celu wsparcia rządu (lub odwrotnie), po opuszczeniu lub wykluczeniu z partii, z której uzyskało się mandat w wyborach i zasiadanie jako poseł niezależny, lub nawet pozostawienie jednej partii opozycyjnej, aby dołączyć do drugiej. W obu krajach termin ten ma tylko takie znaczenie, a nie stosuje się go w przypadkach głosowania przeciwko linii własnej partii w sprawach projektów ustaw.
W kwietniu 2006 r. Premier Gary Doer i przywódca Nowej Demokratycznej Partii Manitoby (będącej częścią ogólnokanadyjskiej Nowej Partii Demokratycznej) zaproponowali zakaz „przekraczania podłogi” w zgromadzeniu legislacyjnym prowincji Manitoba w odpowiedzi na „zaniepokojenie niektórych wyborców związane z głośnym odejściem trzech posłów federalnych z ich partii w ciągu nieco ponad dwóch lat”. Powstałe w ten sposób ustawodawstwo, które zmieniło ustawę o zgromadzeniu ustawodawczym w prowincji, zobowiązywało członków zgromadzenia, którzy porzucili swoją partię polityczną (lub zostali z niej wydaleni), do pozostania do końca swojej kadencji jako niezależni.
Niezwykły przykład miał miejsce w grudniu 2014 r. kanadyjskiej prowincji Alberta. Danielle Smith, liderka oficjalnej opozycji i osiem innych osób – członków zgromadzenia legislacyjnego, cała partia Wildrose, przeszli razem na drugą stronę, aby dołączyć do rządzącego Postępowego Stowarzyszenia Konserwatywnego w Albercie.
W 2019 r. jedenastu brytyjskich deputowanych uciekło z Partii Konserwatywnej oraz z Partii Pracy, aby utworzyć centrową partię Change UK, z powodu eurosceptycyzmu partii, a w przypadku Partii Pracy – zarzutów antysemityzmu.
3 września 2019 brytyjski deputowany Philip Lee z Partii Konserwatywnej przeszedł na drugą stronę Izby do ław Liberalnych Demokratów w proteście przeciw działaniom rządu pod przywództwem premiera Borisa Johnsona.

## Głosowanie przeciwko liniom partii
W niektórych krajach wyrażenie „przekraczanie podłogi” odnosi się do członków partii rządzącej, którzy głosują z opozycją przeciwko niektórym przepisom przygotowywanym przez rząd. Partie polityczne zwykle pozwalają swoim członkom na swobodny głos w niektórych sprawach dotyczących sumienia. W Australii jedna z głównych partii, Australijska Partia Pracy, wymaga od swoich członków poparcia ich dla wspólnych decyzji koła parlamentarnego, co teoretycznie zabrania im „przekraczania podłogi” w tym sensie; jednak w praktyce niektórzy członkowie Partii Pracy nie przestrzegają tego przyrzeczenia, pomimo możliwych działań dyscyplinarnych. Między innymi partiami przekraczanie podłogi jest rzadkie, chociaż były senator Barnaby Joyce z Partii Narodowej Australii przemierzał podłogę 19 razy pod rządem koalicji Howarda. Senator Tasmanii, Sir Reg Wright, głosował przeciwko własnej partii, Partii Liberalnej Australii, aż 150 razy, co zostało uznane za rekord tej formy przekraczania głosu w parlamencie australijskim.